# Calmasuchus
Calmasuchus es un género extinto de temnospóndilos que vivieron a mediados del período Triásico en lo que hoy es la península ibérica. Los restos fósiles de Calmasuchus se encontraron en el yacimiento de La Mora de Montseny en Barcelona. Se identifica a partir de un cráneo parcial y un paladar (holotipo IPS-37401 (LM-83)), fragmentos de cráneo (IPS-37401 (LM-63, LM-101, L I M1)) y una hemimandíbula completa (IPS-12 42407 (LM-4)). Fue nombrado oficialmente por Josep Fortuny, Àngel Galobart y Carles De Santisteban en 2011, y el nombre del género se debe al Pla de la Calma, topónimo de la localidad tipo.